# Хёрд, Ларри
Ла́рри Хёрд (англ. Larry Heard; род. 31 мая 1960 в г. Чикаго, США), также известный под псевдонимом Mr. Fingers [Мистер Фи́нгерс] — один из отцов-основателей чикаго-хауса и в целом музыкального направления хаус, известный диджей и композитор. Наибольшую известность приобрёл в 80-е и начало 90-х, в период зарождения хаус-музыки.

## Биография
Родился на Южной стороне Чикаго, неблагополучном районе города, основную часть которого занимали трущобы. Однако родители Ларри были людьми небедными, увлекались музыкой и имели внушительную коллекцию джаза и госпела. Так что уже с ранних лет он начал покупать пластинки, формируя собственный музыкальный вкус. Неплохо играл на гитаре и барабанах и был участником не одной группы, исполнявших джаз, рок, R&B и регги. В одном из коллективов, игравшем в стиле джаз-фьюжн, он познакомился с ещё одной будущей звездой хаус-сцены — Адонисом (Adonis). В это же время он увлекается игрой на синтезаторе и начинает делать первые попытки в написании музыки. В 1984 окончательно уходит из группы, покупает себе необходимое оборудование (комбинированная драм-машина с синтезатором) и начинает свою серьёзную сольную карьеру. Вскоре после этого были написаны одни из его самых известных треков — "Mystery of Love, " «Washing Machine» и «Can You Feel It.». Однако недостаток связей на клубной сцене Чикаго немного затормаживает развитие его карьеры. И даже первый трек «Donnie», который ему удаётся издать на лейбле DJ International, вышел не под его именем, а под заголовком The It, так как был написан в соавторстве с Гарри Деннисом. Переломным моментом в его карьере стала встреча с Робертом Оуэнсом, уже в то время довольно известным вокалистом и начинающим диджеем. Обнаружив похожие взгляды на музыку, они решают создать коллектив Fingers Inc., к которому позже присоединился ещё один вокалист — Рон Уилсон.

## Псевдонимы
Псевдонимом Ларри обязан своим младшим братьям, которые ещё в пору юности окрестили его «Loose Fingers», что означает «неукротимые пальцы». Они были восхищены его виртуозной игрой на гитаре, а впоследствии и на синтезаторе. Вскоре это прозвище преобразовалось в Mr.Fingers, под которым и было выпущено большинство его сольных синглов. Параллельно с этим развивался ещё один проект — Fingers Inc., под именем которого выпускались в основном треки с вокалом, то есть совместные проекты Ларри с другими музыкантами. В 1988 году, после ухода Роберта Оуэнса, коллектив фактически прекратил своё существование, и в дальнейшем его работы были подписаны либо Mr.Fingers, либо собственным именем.

## Всеобщее признание
1987—1988 — наиболее продуктивный период в карьере Ларри Хёрда. На волне возрастающей популярности чикаго-хауса он издаёт один из красивейших, по мнению многих, треков этого направления — «Can You Feel It». В это же время на лейблах DJ International и Trax Records выходят такие известные синглы, как "Mystery of Love, " "You’re Mine, " «Distant Planet», «Bring Down the Walls» (вокал Роберта Оуэнса) и многие другие. К этому моменту хаус начинает распространяться и на Европу, приобретая особую популярность среди британской молодёжи.
В 1988 на виниле выходит один из первых в своём роде миксов «Another Side». На лейбле Trax Records, который выпустил этот LP, вскоре выходит и его дебютный альбом Amnesia, включивший в себя наиболее известные треки Ларри, написанные за предыдущие годы. Уже в ранге известного диджея и композитора, он продюсирует альбом Lil' Louis «From the Mind of Lil' Louis», имевший большой успех. После этого к нему приходит настоящий успех и предложения о сотрудничестве от известных мировых лейблов.
Подписав контракт с MCA Records, в 1991 под псевдонимом Mr. Fingers он выпускает альбом «Introduction», удачно сочетающий в себе элементы гаража и джаз-фьюжна с красивым вокалом. К середине 90-х интерес к хаусу начал немного спадать, поэтому его последующие альбомы не вызвали столь широкого резонанса среди публики, но также имели определённый успех. После небольшого отдыха от написания музыки в 2001 выходит альбом «Love’s Arrival», а двумя годами позже — «Where Life Begins».

## Дискография

### Альбомы
- Loose Fingers (Soundtrack from the Duality Double-Play) (2005)
- Where Life Begins (2003)
- Love’s Arrival (2001)
- Genesis (1999)
- Dance 2000 Part 2 (1998)
- Dance 2000 Part 1 (1997)
- Alien (1996)
- Sceneries Not Songs Volume Tu (под псевдонимом Ice Castles) (1995)
- Sceneries Not Songs Volume 1 (1994)
- Introduction (1992)
- Another Side (1988) (Featuring Robert Owens & Ron Wilson)
- Сerebral Hemispheres (2018)

### Сборники
- Amnesia (1989)
- Classic Fingers (1995)
- Parrains de la House (1998)
- The Prologue (Dance 2000, Parts 1 & 2) (1999)
- Can You Feel It: Trax Classics (2001)

### Синглы
- «Mystery of Love» (1985, DJ International)
- «Bring Down the Walls» (1986, Trax)
- «Can You Feel It» (1986, Trax)
- «A Path» (1987, Alleviated)
- «Distant Planet» (1988, Alleviated)
- «A Love of My Own» (1988, Alleviated)
- «Dead-End Alley» (1989, MCA)
- «On a Corner Called Jazz» (1992, MCA)
- «What About this Love?» (1992, MCA)
- «Closer» (1992, MCA)
- "The Complete «Can You Feel It» (2004)